# Henri Jules de Bourbon, prince de Condé

Nach Pierre Mignard, Henri III. Jules de Bourbon, prince de Condé, Schloss Gripsholm

Henri III. Jules de Bourbon (* 29. Juli 1643 in Paris; † 1. April 1709 ebenda) war 5. Fürst von Condé sowie Herzog von Albret, Enghien, Châteauroux, Montmorency und Guise, Marquis von Graville, mehrfacher Pair von Frankreich, Erster Prinz von Geblüt, Großmeister von Frankreich und Ritter des Ordens vom Heiligen Geist.

## Leben
Henri III. Jules de Bourbon war Sohn des Louis II. de Bourbon, prince de Condé und seiner Frau Claire-Clémence de Maillé-Brézé.
Seit dem Alter von drei Jahren bis zum Tod seines Vaters 1686 trug er den Titel Herzog von Enghien. Henri Jules musste mit ihm zusammen während der Fronde ins Exil, kehrte aber 1659 zurück. Um das Jahr 1663 war er Kandidat für den polnischen Thron, doch zerschlug sich dieser Plan, wie auch die vom Vater für ihn gewünschte militärische Karriere. Nach dem Tod des Vaters kümmerte er sich vornehmlich um den Ausbau des Schlosses Chantilly, dem Hauptsitz seiner Familie.
Zeit seines Lebens war Henri Jules psychisch auffällig und terrorisierte seine Familie und Dienerschaft. Mit fortschreitendem Alter wuchs sich die Auffälligkeit aber zu ständiger Geisteskrankheit (Klinische Zooanthropie, damalige Bezeichnung Lykanthropie) aus. Während sein Vater als Le Grand Condé (der große Condé) bekannt wurde, nannte man ihn Condé Le Fol (den verrückten Condé). Der Zeitgenosse Saint-Simon beschrieb Condés Verhalten ausführlich. Ludwig XIV. bediente sich Condés 1702, um das Fürstentum Orange an sich zu bringen.

## Ehe und Nachkommen

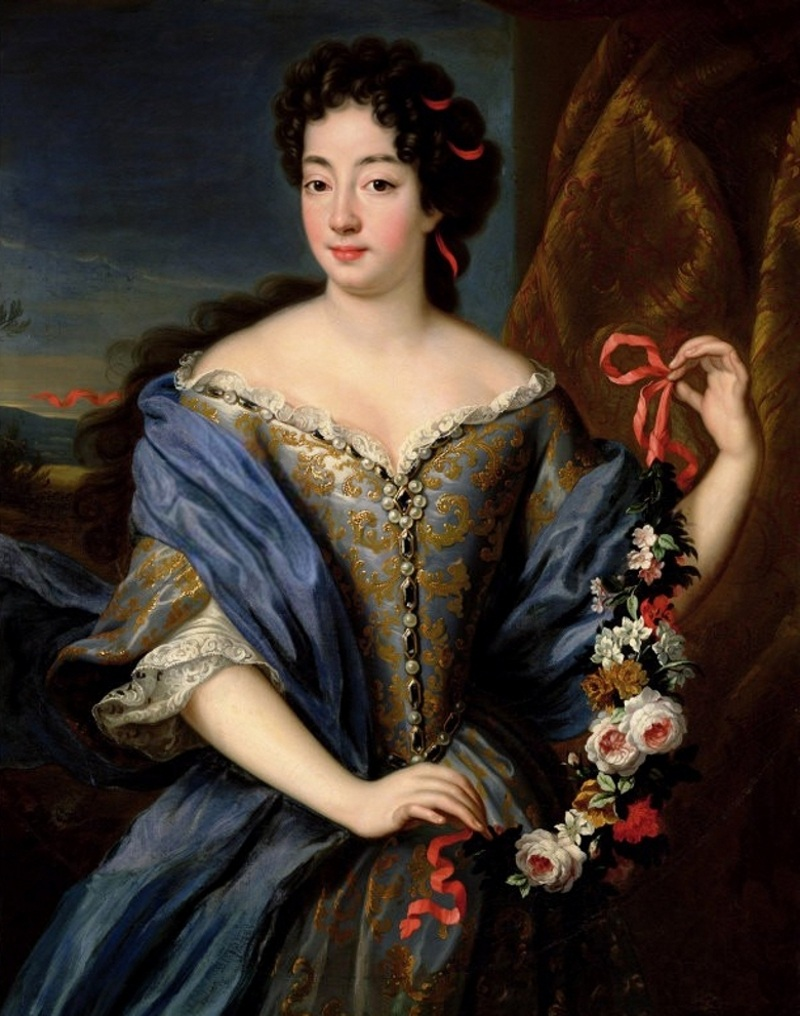
Anna Henriette von Pfalz-Simmern

Im Jahr 1663 heiratete Henri III. Jules de Bourbon Anna Henriette von Pfalz-Simmern, Tochter des Pfalzgrafen Eduard von Pfalz-Simmern. Aus der gemeinsamen Ehe gingen folgende Kinder hervor:
1. Marie Thérèse (1666–1732) ⚭ 1688 François Louis de Bourbon, Fürst von Conti
2. Henri de Bourbon (1667–1670), Herzog von Bourbon
3. Louis (1668–1710), Fürst von Condé, ⚭ Louise Françoise de Bourbon
4. Anne de Bourbon (1670–1675)
5. Henri de Bourbon (1672–1675), Graf von Clermont-en-Argonne
6. Louis Henri de Bourbon (1673–1677), Graf von La Marche und Clermont-en-Beauvaisis
7. Anne Louise de Bourbon (1675–1700)
8. Louise Bénédicte (1676–1753) ⚭ 1692 Louis Auguste de Bourbon, Herzog von Maine
9. Marie Anne de Bourbon (1678–1718) ⚭ 1710 Louis Joseph de Bourbon, Herzog von Vendôme
10. eine Tochter (1679–1680)

Aus der Verbindung mit Francoise de Montalaise hatte er eine außerehelich geborene Tochter, die 1692 legitimiert wurde:
- Julie (1668–1710) ⚭ 1696 Armand de Lesparre, Marquis de Lassay